# Eridanus (kulová hvězdokupa)
Eridanus (též C 0422−213) je kulová hvězdokupa v souhvězdí Eridanu nacházející se ve vzdálenosti 294 200 světelných let od Země. Objevil ji v roce 1976 německý astronom Hans-Emil Schuster na fotografiích pořízených Schmidtovým teleskopem (o průměru 1 m) umístěným na Evropské jižní observatoři (ESO). Hvězdokupa se nachází na vnějším okraji hala Mléčné dráhy.